# Joseph Glidden
Joseph Farwell Glidden (Charlestown, 18 gennaio 1813 – DeKalb, 9 ottobre 1906) è stato un inventore statunitense ideatore del celebre filo spinato.

## Biografia
Nato nel New Hampshire nel 1813, si trasferì (1843) nell'Illinois con la compagna, Clarissa Foster, che morì poco dopo. Nel 1851 Glidden si sposò con una certa Lucinda Warne. Uomo dalla personalità geniale ed eclettica, inventò il filo spinato utilizzando un macinacaffè per dare la particolare forma con spuntoni acuminati. Lo brevettò nel 1874, ma fu subito accusato di plagio e processato. Prosciolto con formula piena, fondò la Barb Fence Company a DeKalb.
Sceriffo della contea di DeKalb dal 1852 al 1854, a partire dal 1867 fu membro della società di agricoltura e meccanica. Nel 1876 si candidò come senatore, e nel 1881 costruì in una zona desolata vicino ad Amarillo un ranch per dimostrare l'efficienza della su invenzione. Filantropo, donò 255.000 m² di terreno per la costruzione di una scuola, la Northern Illinois Normal School.
Morì nel 1906 a 93 anni.